# Volkswohnung (Konzept)
Die Volkswohnung war ein von 1928 bis 1930 am Staatlichen Bauhaus entworfenes Konzept einer Musterwohnung mit zwei Zimmern, die mit günstigen sowie raumsparenden Möbeln und Einbauten des Bauhauses ausgestattet war. Der Entwurf stammte vom damaligen Direktor Hannes Meyer.

## Beschreibung
Das Konzept einer Volkswohnung war in der zweijährigen Direktorenschaft von Hannes Meyer zentrale Aufgabe des Bauhauses. Es entsprach dem damaligen Leitmotiv „Volksbedarf statt Luxusbedarf“ am Bauhaus Dessau. Dadurch sollte weiten Bevölkerungskreisen der Zugang zu den Ideen des Bauhauses ermöglicht werden. Die Schwerpunktsetzung auf die Volkswohnung entsprach dem radikalen Kurswechsel unter Meyer hin zu bedingungsloser Nützlichkeit, Reduktion auf ein Minimum an Materialeinsatz und höchster Flexibilität.
Die Möbel für die Volkswohnung entwarf und baute die Möbelwerkstatt am Bauhaus. Dazu zählten unter anderem der Hocker ti 245 und der Tisch ti 207, ein Armlehnenstuhl von Wera Meyer-Waldeck und ein zusammenlegbarer Sessel aus verformtem Schichtholz von Josef Albers. Viele Möbelstücke verfügten über eine hohe Mobilität, da sie falt-, klapp- oder zerlegbar waren. Sie sind Ausdruck für maximale Sparsamkeit in Form, Konstruktion und Material. Die entworfenen Möbel waren Standardprodukte, die in die Produktion hätten gehen können. Sie stießen im Gegensatz zu den Bauhaus-Stoffen und den Bauhaus-Tapeten auf keine große Resonanz und nur wenige Objekte wurden mit ihnen ausgestattet, darunter die Bundesschule des Allgemeinen Deutschen Gewerkschaftsbundes in Bernau bei Berlin.
Umgesetzt wurden sogenannte Volkswohnungen 1929 und 1930 mit den von Hannes Meyer erbauten Laubenganghäuser Dessau-Törten. Die 48 m² großen Wohnungen waren für vierköpfige Familien von Arbeitern und kleinen Angestellten vorgesehen.